# Municipio de Ķegums
El municipio de Ķeguma (en Letón: Ķeguma novads) es uno de los ciento diez municipios de Letonia, se encuentra localizado en el suroeste de dicho país báltico. Fue creado durante el año 2002 después de una reorganización territorial. La ciudad capital es la ciudad de Ķegums.

## Ciudades y zonas rurales
- Ķegums (ciudad con zona rural)
- Rembates pagasts (zona rural)
- Birzgales pagasts (zona rural)

## Población y territorio
Su población se encuentra compuesta por un total de 6.386 personas (2009). La superficie de este municipio abarca una extensión de territorio de unos 492 kilómetros cuadrados. La densidad poblacional es de 12,98 habitantes por cada kilómetro cuadrado.